# Ogyris meeki
Ogyris meeki är en fjärilsart som beskrevs av Rothschild 1900. Ogyris meeki ingår i släktet Ogyris och familjen juvelvingar. Inga underarter finns listade i Catalogue of Life.